# Функционал
Функционал је у математици функција (или скуп функција) која пресликава векторски простор у скаларно поље.

## Линеарни функционал
Линеарни функционал је посебна врста функционала.
Линеарни функционал је линеарно пресликавање векторског простора у скаларно поље, тј. функција са особинама:
{\displaystyle \phi (x+y)=\phi (x)+\phi (y)}
{\displaystyle \phi (\alpha x)=\alpha \phi (x)}